# 金泉尚武FC
金泉尚武FC（キムチョン・サンムFC、韓国語: 김천 상무 FC、英語: Gimcheon Sangmu Football Club)は、韓国の慶尚北道金泉市を縁故地（ホームタウン）とするプロサッカークラブである。Kリーグ1に所属している。大韓民国国軍のスポーツ部門である国軍体育部隊と金泉市との縁故地契約に基づいて設立した社団法人金泉市民プロサッカー団がクラブの運営法人となっており、金泉市長が同法人の代表者となっている。
2021年に設立されたクラブだが、前身となる尚武サッカー団は1984年に設立されている。「尚武」とは国軍体育部隊の別名である。尚武の選手は徴兵制に基づき兵役義務に就いている韓国人プロサッカー選手によって構成されている。毎シーズン初めに15人の選手が加わり、元の所属クラブへ復帰するまでおよそ2年間（のち18ヶ月に短縮）プレーする。兵役服務中の選手のためのクラブという性格のため外国人選手との契約は認められていない。
本稿では金泉尚武FCの他に、前身である尚武サッカー団、光州尚武フェニックス、尚州尚武FCについても記述する。ただし、これらは法的には全て別個のサッカークラブとなる。

## 概要
通称「尚武」と呼ばれる国軍体育部隊第1競技隊のサッカー部として部隊創設とともに存在してきた。兵役服務中の選手が在籍するというチームの性格上、本来はアマチュアの選手だけに入隊を許可していたが、オリンピックにプロ選手の参加が認められるようになってからはプロの選手も入隊できるようになった。選手は兵役期間である2年間（のち18ヶ月に短縮）しか在籍せず、外国人選手の在籍も認められていないためチームの競争力は大きく変動する傾向にある。また、入団のためにはKリーグの選手である必要があるため、海外クラブに在籍している選手は金聖吉や金正友のように一度他のKリーグのクラブへ移籍してから入団する形をとる。
過去には曺宰溱や趙源熙のように他クラブで出場機会のない若手選手が経験を積むことができたという面もある。
選手は軍人でもあるため、一般的な私兵入隊の場合は「兵長」の身分を得る。また、尚武は男子サッカーについては副士官募集を行なっていなかったが、2018年度に募集を行い、日本で流通経済大学や水戸ホーリーホックに在籍していた庾ロモンが合格し、2024年時点で金泉尚武FC唯一の副士官として指導部士官とコーチを務めている。

## 歴史

### 尚武サッカー団時代（1984年〜2002年）
1984年、尚武サッカー団（韓国語: 상무 축구단、英語: Sangmu Football Club）設立。当時、国軍体育部隊は京畿道城南市に駐留していたため、同地を本拠地とみなすことができる。

### 光州尚武フェニックス時代（2002年〜2010年）
2002年4月13日、光州ワールドカップ競技場にて国軍体育部隊と光州広域市の縁故地協約調印式が行われ、光州尚武フェニックスとして同年から2軍リーグ（現：Rリーグ）に、翌2003年シーズンからKリーグに参加することが決定した。
背景として、大韓サッカー協会が2002 FIFAワールドカップ招致を契機として韓国におけるサッカー人気の醸成と発展、それに韓国人選手の技量向上を図るため、またプロサッカークラブの創立を促す目的もあって国防部に尚武のプロリーグ参加を要請した。一方、光州広域市においてはプロクラブが存在しなかったためワールドカップ終了後の光州ワールドカップ競技場の使用機会が極度に減ることが見込まれるが、光州広域市単独での運営は困難なことから既存のサッカークラブである尚武と協約を結ぶことになった。協約締結にあたって5年以内にKリーグ加入金10億ウォンとKリーグ発展基金30億ウォンを投じて市民クラブを新たに創立ことが条件に盛り込まれた。
法的には新設クラブであるが実質的に移転である。これ以降も、尚武は移転にあたって現クラブを解散するとともに他自治体と縁故地契約を結んでクラブを新設するスキームを採用することとなる。
光州尚武フェニックスの活動と並行して、2軍チームが京畿道利川市を本拠とする利川尚武として2003年から実業リーグから改組されたK2リーグに参戦したが、2005年を活動を終了して光州尚武に統合され、2006年以降は2軍リーグで戦っている。
チームは光州広域市を本拠地とはしていたものの、選手たちは引き続き国軍体育部隊が駐留する城南市で過ごすため、実態としては遠征と変わりがなかった。
市民クラブ転換の履行は2008年には行えず、韓国プロサッカー連盟は理事会で2年猶予を決定し、2010年に光州FCが創立された。一方で市民クラブ創立が条件となっていたことから尚武の新たな縁故地探しは難航し、当初の条件を緩和した末に候補地2カ所と最終調整を行うことになった。

### 尚州尚武FC時代（2011年〜2020年）

#### 尚州尚武フェニックス創立
2010年12月、国軍体育部隊は慶尚北道尚州市と縁故地（ホームタウン）協約を結び、2011年から尚州尚武フェニックスとしてKリーグに参入した。法的には光州尚武フェニックスが解散してKリーグを退会し、光州広域市の光州FCと尚州市の尚州尚武フェニックスが新設クラブとして入会する形となる。また、移転に伴ってユニフォームカラーが「オレンジ・黒」から「赤・白・黒」に変更されている。
光州からの移転先の候補としては京畿道安養市も挙がっていたが諸事情により断念している。一方で、国軍体育部隊が2013年9月に京畿道城南市から慶尚北道聞慶市に駐留地を移転したが、尚州市は聞慶市と距離が近いという地理的な優位があった。尚州市は小さな農村都市で、当時の人口は11万人であった。
尚州市との縁故地協約には市民クラブへの転換を検討する条項も盛り込まれていた。光州と同様に市民クラブの創立に先立って尚武サッカー団を通じてプロクラブ運営のノウハウを構築するという名目の下に協約を結んだのである。
また、韓国プロサッカー連盟によって2008年以降全てのKリーグクラブはアカデミー（下部組織）の創設と運営を義務付けられたため、尚州尚武も縁故地内の学校を指定して、U-15チームを咸昌中学校の、U-18チームを龍雲高等学校（現：慶北自然科学高等学校）のサッカー部として設立した。この龍雲高等学校サッカー部（尚州尚武U-18）の出身者に宋範根がいる。
尚州尚武としての開幕戦を前にKリーグ基準に合わせて本拠地の尚州市民運動場の整備が急ピッチで進められ、ロッカールーム、シャワー室、インタビュー室、写真撮影室、ドーピング検査室が作られた。先行して2009年6月に3億ウォンを投じてグラウンドが整備されていたが、その時は全季節に対応できる両芝ではなく高麗芝が植えられた。
2011年3月5日、ホームで迎えた開幕戦の対仁川ユナイテッドFC戦には16,400人の観客が訪れ、尚州尚武は仁川に2-0で完勝を収めて満員の観客席に花を添えた。ただし、高麗芝が植えられていたピッチの状態は悪くなっており、全季節対応の両芝にするよう要請され、Kリーグ基準を唯一満たせていなかった夜間照明灯の設置と併せて20億ウォンの追加投資が生じることとなった。

#### Kリーグ八百長事件
尚州移転後の2011年7月9日、FCソウル戦で4人中3人のゴールキーパーが八百長問題で検察に呼ばれ、残りの1人は出場停止となったため、ディフェンダー登録の選手がゴールキーパーとして出場することとなった。ゴールキーパー登録以外の選手がゴールキーパーで出場するのはKリーグ初となった。この日、尚武の監督李壽澈は、八百長問題の緊急会議のためにベンチ入りできなかったが2日後の11日、李が八百長に関与した選手の父母から金をゆすり取ったとして逮捕された。2011年10月18日、李が自殺した。
なお、この事件を契機に韓国プロサッカー連盟は八百長再発防止策として2013年シーズンからのKリーグの2部制および昇降格制の導入を決定した。

#### クラブの独立法人化
アジアサッカー連盟（AFC）のクラブライセンスの交付要件にはクラブチームが独立法人として運営されていることや選手とプロ契約を結んでいることが含まれており、国防部のチームであった尚武はこれらを満たさないことからプロクラブとしての資格が疑問視されていた。クラブの独立法人化を促されていたものの遅々として進まなかったことから、Kリーグの2部制導入を翌年に控えていた2012年9月11日、韓国プロサッカー連盟は理事会で尚州尚武がAFCのクラブライセンス要件を満たせないことを理由に、シーズンの成績にかかわらず翌年の2部リーグ強制降格を決定した。尚州尚武はこれに反発してKリーグの残り試合をボイコットする動きに出て、Kリーグを退会してアマチュアに行くことも辞さない態度を示したものの、すぐに態度を一変させて成績次第で昇格することを前提に2部リーグ降格を受け入れプロリーグに残ることを表明した。また、これに合わせてクラブの独立法人化も行われたが（社団法人尚州市民プロサッカー団）、所属選手が尚武とプロ契約を結んでいるわけではないことには変わりがないため、成績にかかわらずAFCチャンピオンズリーグへの出場権を得ることはできない。
なお、AFCのクラブライセンス交付要件についてはマレーシアでも似たような事例があり、プロリーグ参加チームの大半が独立法人ではなく大半が各州あるいは王宮警察や陸軍のサッカー協会に所属するチームであったことからAFCとマレーシアサッカー協会 (FAM) の要求で2021年までに全て運営会社を設立している。
正式にクラブ名から「フェニックス」の名が外れて尚州尚武FCとして迎えた2013年シーズンはKリーグチャレンジの初代チャンピオンとなり、江原FCとの入れ替え戦を2戦合計4-2で制して、韓国プロスポーツ史上で初めて2部リーグから1部リーグに昇格を果たしたクラブとなった。
2014年のKリーグクラシックで最下位となり、1年で再びKリーグチャレンジに降格したものの、2015年のKリーグチャレンジで再び優勝し、再度昇格を果たした。

#### 新市長就任と市民クラブ転換の放棄、そして尚州市のクラブ解散
尚州市は2019年6月に韓国プロサッカー連盟に公文を送って猶予を求め、縁故地協約の期間は2020年12月31日までに伸びた。ところが同年10月31日に当時の黄天模（ファン・チョンモ）尚州市長が公職選挙法違反について最高裁で有罪が確定して失職し、2020年4月16日の再補欠選挙で姜永錫（カン・ヨンソク）が当選し、新市長に就任。既に協約期間の延長が6回も行われていてさらなる猶予は認められないとして韓国サッカー連盟から6月30日までに転換申請を終えるよう通告を受けていたが、6月22日に姜永錫市長はKリーグ2の市民クラブ5つの運営状況、尚州市の人口が10万人を割って高齢化が進んでいること、財政負担の重さなどを挙げて、尚州尚武FCを市民クラブに転換しない方針を表明した。姜市長はサッカーのために200人余りの子供が尚州市に転入していたアカデミーが消滅することについても、処遇について韓国プロサッカー連盟、国軍体育部隊、尚州市民プロサッカー団3者の共同責任として責任転嫁する態度を示した。なお、咸昌中学校、慶北自然科学高等学校ともサッカー部はアカデミーではなく普通の部活動として存続している。
一方で国軍体育部隊は新たに同じ慶尚北道の金泉市と縁故地協約を締結し、2021年に同地に移転することになった。尚州尚武FCは2020年のKリーグ1で過去最高の4位という好成績を収めて10年の歴史に幕を閉じた。なお、法的には尚州尚武FCの解散およびKリーグ退会、金泉尚武FCの新設およびKリーグ新規入会となり、Kリーグの規定で新規参入クラブはKリーグ2からのスタートとなるため、前身クラブの好成績にもかかわらず金泉市の新クラブは2部に降格する形となった。

### 金泉尚武FC時代（2021年〜2026年）
2020年、国軍体育部隊は慶尚北道金泉市と4年間（1年の延長オプション付き）の縁故地協約を締結して同地にクラブ運営法人を設立し、2021年から金泉尚武FCとしてKリーグ2に参加した。金泉市は人口14万人の小都市で、尚州市よりは離れるものの国軍体育部隊の駐留地である聞慶市に近い場所である。
アカデミーのU-15およびU-18チームについては協約を結んで文星中学校サッカー部および慶北美容芸術高等学校サッカー部として運営を行っている。
初年度となる2021年シーズンは2022 FIFAワールドカップ・アジア3次予選の代表メンバーにKリーグのクラブから最多となる4名（具聖潤、鄭昇炫、朴志洙、曺圭成）が選ばれる など強力なスカッドを擁し、10月17日にアウェーの富川FC 1995戦に1-0で勝利したことでKリーグ2優勝を早々と決めて、1年目でKリーグ1昇格を果たした。
金泉尚武として初めてKリーグ1に臨んだ2022年シーズンはリーグ11位に沈み、入れ替え戦で大田ハナシチズンに2戦合計1-6で大敗して、再びKリーグ2へ降格した。
2023年、2019 FIFA U-20ワールドカップで韓国U-20代表を準優勝に導いた鄭正溶が監督に就任。Kリーグ2で優勝して1年でKリーグ1に復帰。翌2024年シーズンは李東炅、朴璨鎔、朴玟奎、朴乘煜、金奉首、李泳俊、趙玹澤らが服務しており、蔚山HD FCや江原FCと優勝争いを繰り広げ、服務選手の数名が韓国代表に召集された。第37節時点で2位につけており、最終節でFCソウルに敗れて江原FCと順位が逆転してしまったものの、Kリーグ1では尚武史上最高となる3位でシーズンを終えた。
その一方で、国軍体育部隊と金泉市の縁故地協約は2024年に延長オプションが行使されて期限が2025年12月31日までとなっていたが、2025年1月15日に金泉市が再度の1年延長を求める公文を韓国プロサッカー連盟に送っていたことが明らかになった。金泉市は市長を務めていた金忠燮が2024年11月28日に公職選挙法違反について最高裁で有罪が確定して失職しており、2025年4月2日の再補欠選挙で新市長が決まるため、その結果を待ちたいという意向があるとされている。小都市を縁故地としていること、市民クラブ転換の延期を行なっていること、市長が公職選挙法違反で失職して再補欠選挙が行われるなど、皮肉にも尚州市の時と同じ構図となっている。
2025年2月3日、韓国プロサッカー連盟は2025年度第2次理事会を開き、韓国プロサッカー連盟、金泉市、国軍体育部隊の三者間で締結されていた金泉尚武FCの縁故地協約をさらに1年延長して2026年12月31日までとする案を議決した。市長職が空席になっていて再選挙が控えている一方で、金泉市と市議会が韓国プロサッカー連盟に対して市民クラブ転換を支援する意志を公式に表明した点を考慮して延長が承認された。

## タイトル

### 国内タイトル
- 大統領杯：1回
  - 1984年
- 全国サッカー選手権大会：1回
  - 1996年

## 過去の成績
| シーズン | ディビジョン | ディビジョン | ディビジョン | ディビジョン | ディビジョン | ディビジョン | ディビジョン | ディビジョン | ディビジョン | 韓国FAカップ | チャンピオンシップ |
| シーズン | リーグ       | 試           | 勝           | 分           | 敗           | 得           | 失           | 点           | 順位         | 韓国FAカップ | チャンピオンシップ |
| -------- | ------------ | ------------ | ------------ | ------------ | ------------ | ------------ | ------------ | ------------ | ------------ | ------------ | ------------------ |
| 2003     | Kリーグ      | 44           | 13           | 7            | 24           | 41           | 60           | 46           | 10位         | ベスト16     | 資格なし           |
| 2004     | Kリーグ      | 24           | 6            | 11           | 7            | 18           | 20           | 29           | 8位          | 準々決勝敗退 | 資格なし           |
| 2005     | Kリーグ      | 24           | 4            | 5            | 15           | 23           | 38           | 17           | 13位         | ベスト16     | 資格なし           |
| 2006     | Kリーグ      | 26           | 5            | 8            | 13           | 17           | 29           | 23           | 14位         | ベスト16     | 資格なし           |
| 2007     | Kリーグ      | 26           | 2            | 6            | 18           | 14           | 44           | 12           | 14位         | ベスト16     | 資格なし           |
| 2008     | Kリーグ      | 26           | 3            | 7            | 16           | 22           | 46           | 16           | 14位         | 準々決勝敗退 | 資格なし           |
| 2009     | Kリーグ      | 28           | 9            | 3            | 16           | 33           | 40           | 30           | 11位         | ベスト16     | 資格なし           |
| 2010     | Kリーグ      | 28           | 3            | 10           | 15           | 17           | 43           | 19           | 14位         | 準々決勝敗退 | 資格なし           |
| 2011     | Kリーグ      | 30           | 7            | 8            | 15           | 36           | 53           | 29           | 14位         | ベスト16     | 資格なし           |
| 2012     | Kリーグ      | 44           | 7            | 6            | 31           | 29           | 74           | 27           | 16位         | ベスト16     | 大会なし           |
| 2013     | Kチャレンジ  | 35           | 23           | 8            | 4            | 65           | 30           | 77           | 1位          | ベスト16     | 大会なし           |
| 2014     | Kクラシック  | 38           | 7            | 13           | 18           | 39           | 62           | 34           | 12位         | 準決勝敗退   | 大会なし           |
| 2015     | Kチャレンジ  | 40           | 20           | 7            | 13           | 77           | 57           | 67           | 1位          | 3回戦敗退    | 大会なし           |
| 2016     | Kクラシック  | 38           | 12           | 7            | 19           | 54           | 65           | 43           | 6位          | ベスト32     | 大会なし           |
| 2017     | Kクラシック  | 38           | 8            | 11           | 19           | 41           | 66           | 35           | 11位         | 準々決勝敗退 | 大会なし           |
| 2018     | Kリーグ1     | 38           | 10           | 10           | 18           | 41           | 52           | 40           | 10位         | ベスト32     | 大会なし           |
| 2019     | Kリーグ1     | 38           | 16           | 7            | 15           | 49           | 53           | 55           | 7位          | 準決勝敗退   | 大会なし           |
| 2020     | Kリーグ1     | 27           | 13           | 5            | 9            | 34           | 36           | 44           | 4位          | ベスト16     | 大会なし           |
| 2021     | Kリーグ2     |              |              |              |              |              |              |              |              |              | 大会なし           |

## 現所属メンバー
2024年3月15日現在
注：選手の国籍表記はFIFAの定めた代表資格ルールに基づく。
| No. | Pos. |          | 選手名 |
| --- | ---- | -------- | ------ |
| 2   | FW   | 大韓民国 | 具本哲 |
| 3   | MF   | 大韓民国 | 金賢旭 |
| 4   | MF   | 大韓民国 | 金鎭圭 |
| 5   | MF   | 大韓民国 | 金東現 |
| 8   | DF   | 大韓民国 | 尹鍾奎 |
| 9   | DF   | 大韓民国 | 李相珉 |
| 10  | DF   | 大韓民国 | 金載雨 |
| 11  | MF   | 大韓民国 | 元斗才 |
| 14  | MF   | 大韓民国 | 姜鉉默 |
| 15  | MF   | 大韓民国 | 金奉首 |
| 16  | MF   | 大韓民国 | 徐珉優 |
| 17  | GK   | 大韓民国 | 金峻弘 |
| 18  | FW   | 大韓民国 | 柳康鉉 |
| 20  | DF   | 大韓民国 | 金民悳 |
| 21  | GK   | 大韓民国 | 金東憲 |
| 22  | FW   | 大韓民国 | 金大元 |
| 23  | DF   | 大韓民国 | 朴秀日 |

| No. | Pos. |          | 選手名       |
| --- | ---- | -------- | ------------ |
| 24  | DF   | 大韓民国 | 趙珍友       |
| 25  | DF   | 大韓民国 | 朴乘煜       |
| 26  | MF   | 大韓民国 | 金民俊       |
| 27  | FW   | 大韓民国 | 牟在現       |
| 28  | DF   | 大韓民国 | 李珍鎔       |
| 29  | FW   | 大韓民国 | 崔起綸       |
| 30  | MF   | 大韓民国 | 李相旻       |
| 31  | GK   | 大韓民国 | 姜賢茂       |
| 32  | FW   | 大韓民国 | 鄭治仁       |
| 33  | DF   | 大韓民国 | 趙玹澤       |
| 35  | DF   | 大韓民国 | 洪旭賢       |
| 40  | FW   | 大韓民国 | 李泳俊       |
| 41  | GK   | 大韓民国 | 鄭明題       |
| 77  | DF   | 大韓民国 | 金泰賢       |
| 88  | DF   | 大韓民国 | 朴玟奎       |
| 99  | FW   | 大韓民国 | 李ジュンミン |

## 歴代監督
- 金永培（朝鮮語版） 1984
- チャン・ジョンデ 1985.1-7
- 金永培 1985.7-1989
- 李康助（朝鮮語版） 1990-2010.10
- 李壽澈（朝鮮語版） 2010.10-2011.7
- 金泰完（朝鮮語版） 2011.7-12（代行）
- 朴恒緒 2012-2015
- 趙眞浩（朝鮮語版） 2016
- 金泰完 2017-2022
- ソン・ハンス（朝鮮語版） 2022（代行）
- 鄭正溶（朝鮮語版） 2023-

## 歴代所属選手
- 李同国
- 金度勲
- 崔成勇
- 崔龍洙
- 曺宰溱
- 洪明甫
- 趙源熙
- 朴柱成
- 鄭暻鎬

- 金泳徹
- 南翼璟
- 金正友
- 金水連
- 李根鎬
- 李浩
- 韓相云
- 姜敏壽
- 呂成海